# フォルクル
フォルクル(Völkl)はドイツ・シュトラオビングに本社を置くスポーツブランド。1923年設立。フェルクルが正しい発音に近い。初めはスキー用品を製造していたが、現在はテニス用品も製造している。アメリカ支店はニューハンプシャーにある。

## 来歴
スキー用品は1923年から製造しており、多数のスキー選手がフォルクル社のスキー板を利用している。また、テニスはボリス・ベッカーやペトル・コルダがフォルクルとスポンサー契約を結んでいて、同社のラケットを使用していた。その他にはチェコのイリ・ノバクやマルティン・ダムが使用している。